# Vlag van Tegelen

Vlag van Tegelen

De vlag van Tegelen bestaat uit twee diagonale vlakken, waarvan het vlak (aan de mastzijde) linksboven geel van kleur is en het vlak rechtsonder rood. In het midden van de vlag wordt in zwart de Gulikse leeuw afgebeeld. De beschrijving luidt:
Volgens de vluchtdiagonaal geel-rood met op het midden van de vlag een klimmende zwarte leeuw met een hoogte, gelijk aan 4/5 vlaghoogte.
Op 1 januari 2001 is Tegelen opgegaan in Venlo, waardoor de vlag als gemeentevlag kwam te vervallen.

## Geschiedenis

### Eerste vlag

Eerste vlag
(1938-1955)

De eerst bekende vlag van Tegelen bestond uit twee horizontale banen van gelijke hoogte. Het bovenste vlak was goud of geel van kleur, het onderste rood. De vlag is, volgens de website Flagchart, geïntroduceerd in 1938.

### Tweede vlag

Tweede vlag
(1955-1991)

De tweede vlag kwam tot stand, nadat in 1953 het gemeentebestuur van Tegelen om heraldisch advies vroeg aan de rijksarchivaris voor het ontwerpen van een nieuwe vlag. Deze nieuwe vlag werd op 29 september 1955 bij vaststelling door de gemeenteraad als volgt omschreven:
Drie horizontale banen van gelijke hoogte, van boven naar beneden rood, goud en zwart
Deze vlag was nauwelijks bekend onder de bevolking, blijkens een onderzoek onder de inwoners van Tegelen. Hieraan wordt gerefereerd door de stadsarchivaris Frans Hermans in zijn boek Een bijzonder wapen.

### Derde vlag

Derde vlag
(1991-2001)

Tijdens zijn bezoeken aan Tegelen zag de Utrechtse vlaggendeskundige J.F. van Heijningen nooit een Tegelse vlag in het straatbeeld, hoewel hij de toenmalige vlag wel kende. Daarom ontwierp hij een nieuwe vlag. Omdat de voorgaande vlag te veel gelijkenis toonde met de Belgische en Duitse vlag, baseerde hij zijn ontwerp op drie kenmerken:
- Diagonale vlakverdeling, symbool voor Sint-Maarten, die als beschermheilige voor Tegelen geldt. Daarbij is de diagonaal van mastzijde naar buitenzijde oplopend, welk het hoogteverschil tussen Maas en Maasterras verbeeldt.
- De kleuren zouden dezelfde moeten zijn als van de voorgaande vlag, aangezien deze verwijzen naar het gemeentewapen. Hierbij verwijzen de kleuren rood en geel naar de grondkleuren van de originele vlag uit 1938 en het gemeentewapen.
- De van zwart getongde en geklauwde zwarte leeuw, die verwijst naar de historische band met Gulik.

De Hoge Raad van Adel stelde, desgevraagd, dat de Gulikse leeuw centraal op de vlag moest worden geplaatst, van aanzienlijk postuur. Tijdens de gemeenteraadsvergadering van 30 mei 1991 werd het ontwerp van de nieuwe vlag vastgesteld.

## Verwante afbeelding

Het wapen van Tegelen